# Sergio Campana (Rennfahrer)

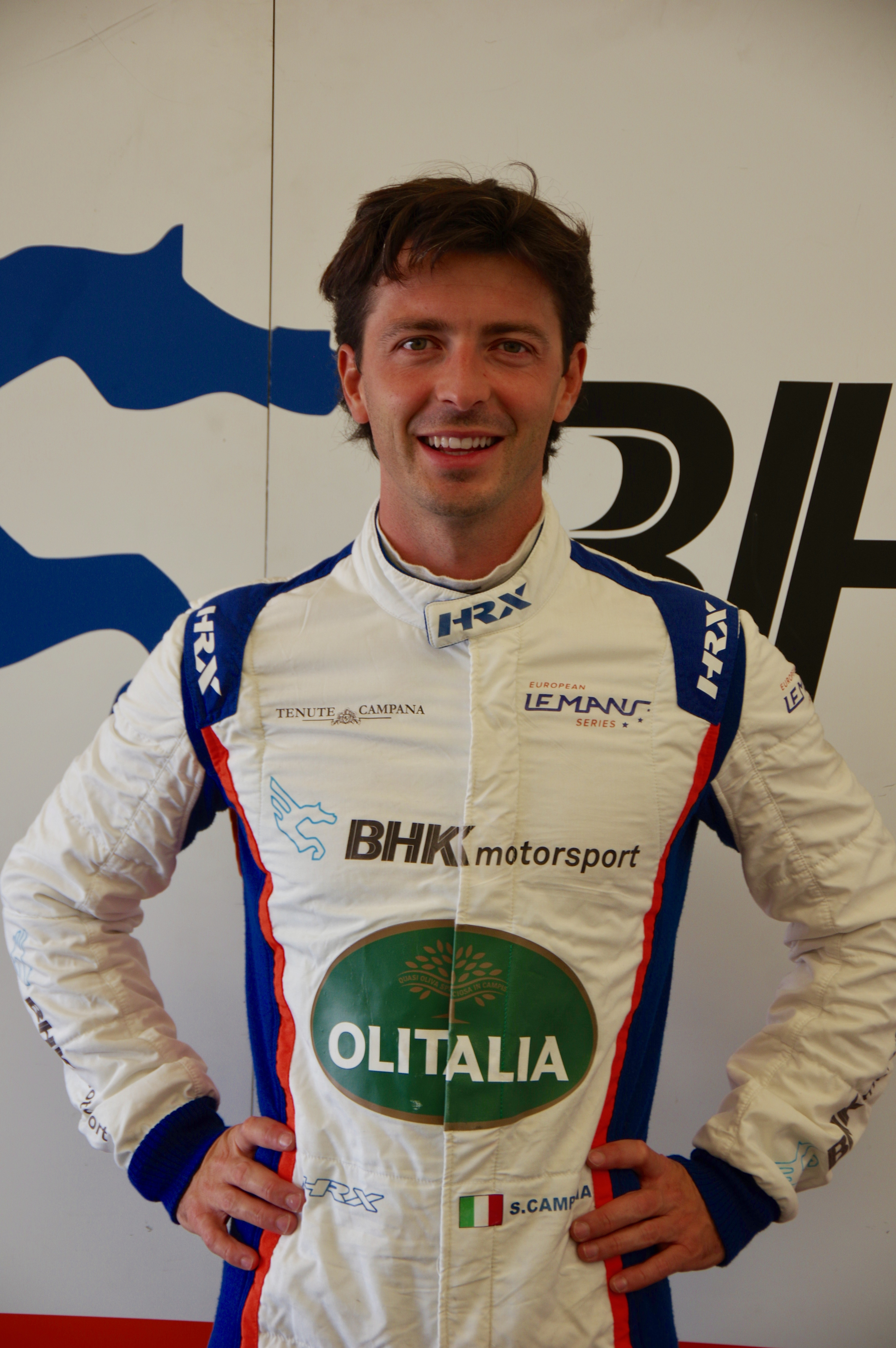
Sergio Campana 2019

Sergio Campana (* 5. Juni 1986 in Reggio nell’Emilia) ist ein italienischer Automobilrennfahrer. Er wurde 2011 italienischer Formel-3-Meister.

## Karriere
Campana begann seine Motorsportkarriere 2003 im Kartsport, in dem er bis 2007 aktiv war. 2007 debütierte er auch im Formelsport. Er wurde 31. in der italienischen Formel Renault. Darüber hinaus absolvierte er Gaststarts im Formel Renault 2.0 Eurocup. 2008 trat Campana parallel in der italienischen Formel Renault und im Formel Renault 2.0 Eurocup an. Während er mit drei Siegen Fünfter der italienischen Serie wurde, beendete er den Formel Renault 2.0 Eurocup auf dem 26. Meisterschaftsplatz. Im Anschluss an die Saison nahm er an der Winterserie der portugiesischen Formel Renault teil und wurde 15. in dieser Serie.
2009 wechselte Campana zu Lucidi Motors in die italienische Formel-3-Meisterschaft. Er gewann drei Rennen und schloss die Meisterschaft auf dem vierten Platz ab. 2010 folgte Campanas zweite Saison in der italienischen Formel-3-Meisterschaft für Lucidi Motors. Während sein Teamkollege Stéphane Richelmi Vizemeister wurde, beendete Campana die Saison mit drei Siegen auf dem fünften Gesamtrang. 2011 wechselte er zu BVM – Target Racing. Campana gewann zwei Rennen und entschied die Meisterschaft mit 149 zu 136 Punkten gegen Michael Lewis für sich. Als Belohnung für den Titelgewinn absolvierte Campana im November einen Formel-1-Test für Ferrari.
2012 trat Campana für das MLR71 Racing Team in der Auto GP World Series an. Sein Teamchef, Michele La Rosa, war zugleich sein Teamkollege. Beim ersten Rennen kam er auf dem zweiten Platz ins Ziel. Da sein Team jedoch einen Fehler beim Boxenstopp gemacht hatte, wurde er mit einer Strafminute belegt und fiel auf den zehnten Platz zurück. In Marrakesch gewann er schließlich das Hauptrennen. Nach dem fünften Rennwochenende verließ Campana das MLR71 Racing Team und absolvierte die letzten Veranstaltungen für Euronova Racing bzw. Zele Racing. Mit zwei Podest-Platzierungen schloss er die Saison auf dem sechsten Platz ab. 2013 blieb Campana in der Auto GP. Er erhielt ein Cockpit beim Ibiza Racing Team, einem neuen Rennstall. Campana gewann die Hauptrennen in Monza, Marrakesch und Mugello. Mit insgesamt sieben Podest-Platzierungen und lag am Saisonende auf dem dritten Gesamtrang. Darüber hinaus nahm Campana 2013 für Trident Racing an einer Veranstaltung der GP2-Serie teil.
2014 startete Campana für Zele Racing zum Saisonauftakt der Auto GP. Anschließend wechselte er in die Formel Acceleration 1, in der mit den gleichen Fahrzeugen wie der Auto GP gefahren wurde. In dieser Serie wechselte er nach einer Veranstaltung für Azerti Motorsport zum Team Ghinzani. Mit drei Podest-Platzierungen lag er am Saisonende auf dem sechsten Gesamtrang. Außerdem ging Campana für Venezuela GP Lazarus bei zwei GP2-Veranstaltungen an den Start. Von 2015 bis 2017 wechselte er in die Lamborghini Super Trofeo Europen Rennserie und 2018 in den Porsche Carrera Cup Italien.

## Statistik

### Karrierestationen
| - 2003–2007: Kartsport - 2007: Italienische Formel Renault (Platz 31) - 2008: Italienische Formel Renault (Platz 5) - 2008: Formel Renault 2.0 Eurocup (Platz 26) - 2008: Portugiesische Formel Renault, Winterserie (Platz 15) - 2009: Italienische Formel 3 (Platz 4) - 2010: Italienische Formel 3 (Platz 5) | - 2011: Italienische Formel 3 (Meister) - 2012: Auto GP (Platz 6) - 2013: Auto GP (Platz 3) - 2013: GP2-Serie (Platz 32) - 2014: Formel Acceleration 1 (Platz 6) - 2014: GP2-Serie (Platz 30) - 2014: Auto GP (Platz 21) | - 2015: Lamborghini Super Trofeo Europe, Pro Klasse (Platz 14) - 2016: Lamborghini Super Trofeo Europe, Pro-Am Klasse (Platz 11) - 2017: Lamborghini Super Trofeo Europe, Pro-Am Klasse (nicht klassifiziert) - 2018: Porsche Carrera Cup Italien (Platz 15) - 2019: European Le Mans Series (Platz 24) |

### Einzelergebnisse in der GP2-Serie
| Jahr | Team                 | 1   | 2   | 3   | 4   | 5   | 6   | 7   | 8   | 9   | 10  | 11  | 12  | 13  | 14  | 15  | 16  | 17  | 18  | 19  | 20  | 21  | 22  | Punkte | Rang |
| ---- | -------------------- | --- | --- | --- | --- | --- | --- | --- | --- | --- | --- | --- | --- | --- | --- | --- | --- | --- | --- | --- | --- | --- | --- | ------ | ---- |
| 2013 | Trident Racing       | MAS | MAS | BRN | BRN | ESP | ESP | MON | MON | GBR | GBR | GER | GER | HUN | HUN | BEL | BEL | ITA | ITA | SIN | SIN | UAE | UAE | 0      | 32.  |
| 2013 | Trident Racing       |     |     |     |     |     |     |     |     |     |     |     |     |     |     |     |     | 15  | 24  |     |     |     |     | 0      | 32.  |
| 2014 | Venezuela GP Lazarus | BRN | BRN | ESP | ESP | MON | MON | AUT | AUT | GBR | GBR | GER | GER | HUN | HUN | BEL | BEL | ITA | ITA | RUS | RUS | UAE | UAE | 0      | 30.  |
| 2014 | Venezuela GP Lazarus |     |     |     |     |     |     |     |     |     |     |     |     |     |     |     |     | 15  | DNF | DNF | 20  |     |     | 0      | 30.  |